# こころちゃんの秘密診療ファイル
『こころちゃんの秘密診療ファイル』は、2004年5月21日にスウィートハーツより発売されたアダルトゲーム。発売当時はソフトが入っている「通常版」をスウィートハーツとネット接続し、後日談でもある「番外編」がダウンロードできる「ネットワーク接続版」の2種類が販売された。
主人公が事故で担ぎこまれた病院で巻き起こすアドベンチャーゲームである。

## ストーリー
主人公・一本橋祐一は大学の入学式の日に行く途中で車に撥ねられ、病院に担ぎ込まれる。そこでかわいい看護婦や昔なじみのお姉さん、怖い看護婦などに出会い、さまざまな病院生活を送ることになる。

## 登場人物
一本橋祐一（いっぽんばし ゆういち）
物語の主人公で19歳。大学の入学式に行く途中で車に撥ねられ、意識不明の重体のまま病院に担ぎ込まれる。謙虚な性格で人あたりがよいが、すこし恥ずかしがりでオクテ。本人は自覚していないが、童顔でかつ美貌の持ち主で、背も小さい事もあり女装させたら平均的な女性よりもかわいく見える。本人はモテないと思っているが、実はかなりモテていて、過去に告白しようとする女性が多数いたが、麻美が「256の嫌がらせ技」でことごとく阻止してきた。そして男性器は「規格外」。
三名瀬 こころ（みなせ こころ）
病院の看護婦で、看護婦に成り立ての「看護婦の卵」。看護に対する熱意は人一倍あり、はりきり過ぎて失敗する事も。舌足らずな口調で話すが、時々ものすごい早口でしゃべる事がある。
一本橋麻美（いっぽんばし あさみ）
祐一の義妹(母親の連れ子)。主人公の(義)妹。しっかりモノで普段でも祐一の世話を焼き、入院中の主人公の世話をするため、毎日学校が終わると病院へと来る。祐一にとっては口うるさい母親のような存在だが、本当は祐一を慕っており、今まで祐一に近付いた女の子を「256の嫌がらせ技」でことごとく阻止してきた。今回の入院を機に機会があれば既成事実を作ろうとも目論んでいる。
二階堂モニカ（にかいどう モニカ）
父が日本人で、母がフランス系アメリカ人のクォーターで日本国籍の女医。一主人公の主治医で見た目はどう見ても小学生だが、飛び級でアメリカの医大を卒業したというほど優秀な医師で医学会の権威でもあり、今までさまざまな新薬も開発している。:舌足らずなしゃべり方で会話し普段は優しいが、怒らせると研究中の薬品で実験しようとするなど怖い先生。
四ツ谷杏子（よつたに きょうこ）
祐一が入院する病院で看護婦を務める、気の強い看護婦でこころの先輩。なぜか祐一と顔を合わせると口ゲンカになってしまい、周りから世話女房的に見られる。怒ると何かしらモノに例えて細かくしつこく言う。しかしそんな所が他の入院患者には人気者。
五十嵐千沙（いがらし ちさ）
祐一が入院する病院で看護婦を務める女の子でこころと杏子の先輩であり、近所の幼馴染のお姉さん。小さいとき一緒にお風呂に入ったこともあるような間柄で、子供のころからよく祐一にイタズラして泣かせており、祐一にとってはちょっと苦手な人。本人としては祐一を子供の頃から溺愛しており、精通・ファーストキス・筆おろし、アナルセックスの全ての「初めて」をこなした。
七尾未亜
麻美のクラスメイト。密かに主人公のことを思っており、麻美に頼み込んで病院へとお見舞いに来る。日本でも有数な財閥の令嬢で、金銭的には世間知らずだがとても礼儀正しい女の子。時々常識はずれな行動を平然と取ることもしばしばある。
六井孝夫（むつい たかお）
主人公の悪友。祐一・麻美とは昔からの腐れ縁で（千沙とは面識がなかった）、同じ大学に進学した。オタクで、祐一のPCにエロゲーを入れて遊ぶ事も。女好きだがモテない男。お調子者でうっかり者。気が向いた時にしか主人公のところにお見舞いに来ない。基本的にいいヤツだが時々「よけいな事」をする時も。